# طب تطوري

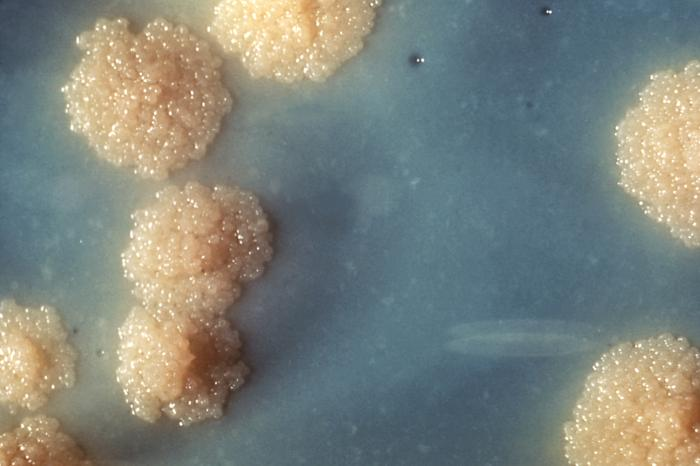
تستطيع البكتريا المتفطرة السلية أن تتطور إلى تدمير الحماية التي توفرها وسائل الدفاع المناعية

الطب التطوري أو الطب الدارويني هو تطبيق نظرية التطور الحديث لفهم ماهية الصحة والمرض. حيث يوفر منهجًا علميًا مكملاً لمنهج التفسيرات الآلية المعاصر الذي يسيطر على العلوم الطبية وخاصة التعليم الطبي الحديث. لقد اقترح الباحثون في مجال الطب التطوري أن علم الأحياء التطوري يجب ألّا يكون مجرد موضوع اختياري بكلية الطب، ولكن بدلًا من ذلك يجب تدريسه كأحد العلوم الطبية الأساسية.
وهذه التكيفات تهتم بما يلي:
- تطور العوامل المسببة للمرض من حيث حدتها والمقاومة تجاه المضادات الحيوية وتدمير الجهاز المناعي للفرد.
- العمليات والمعوقات والمقايضات المتعلقة بالتطور البشري.
- الاستجابات المنبثقة التي تمكن الأفراد من حماية أنفسهم ومعالجتها وتعافيها من حالات العدوى والإصابات مثل المناعة والحمى وسلوك المرض، والعمليات التي تنظم انتشارها من أجل زيادة اللياقة لأقصى درجة.
- كيف أن التكيف الماضي الذي قام به البشر الأوائل تجاه بيئة الأسلاف يؤثر الآن على البشر المعاصرين باختلاف النظام الغذائي ومتوسط العمر المتوقع ودرجة التمرينات الرياضية والنظافة فيما بينهم.

ويتضمن الباحثون الكبار في مجال الطب التطوري: راندولف إم نيسي (Randolph M. Nesse) وجورج سي ويليامز (George C. Williams) وبول دابليو إيوالد (Paul W. Ewald) وجيمس ماكينا (James McKenna) وبول دابليو تيرك (Paul W. Turke) وراينر إتش ستراوب (Rainer H. Straub).

## معلومات تاريخية

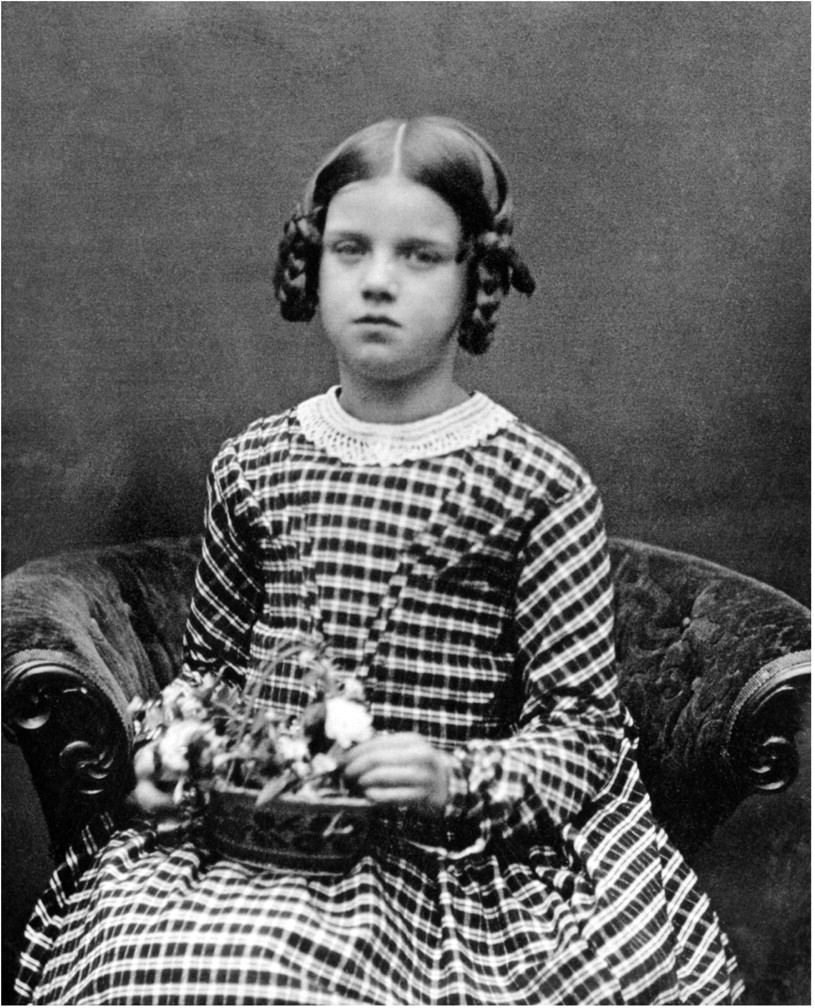
توفيت ابنة تشارلز داروين آن التي كانت «مصدر بهجة لأفراد المنزل» في العاشرة من عمرها بسبب السل.

لم يناقش تشارلز داروين تطبيقات عمله من أجل الطب رغم أن علماء الأحياء سرعان ما أعطوا الكثير من التقدير من أجل نظرية جرثومية المرض نظرًا لتطبيقاتها من أجل فهم تطور العوامل المسببة للمرض وحاجة أي كائن للدفاع عن نفسه ضدها.
ولكن الطب بدوره تجاهل نظرية التطور ووجه تركيزه بدلًا من ذلك (كما تم في العلوم البحتة) على الأسباب الآلية المتقاربة.
لقد سار الطب على خطى الفيزياء الميكانيكية المشتقة عن جاليليو (Galileo) ونيوتن (Newton) وديكارت (Descartes)…. ونتيجة لتبني هذا النموذج، فإن الطب يعتبر ميكانيكيًا وماديًا واختزاليًا وخطيًا سببيًا، وكذلك حتميًا (قادرًا على تقديم تنبؤات دقيقة) في مفاهيمه. حيث يبحث عن تفسيرات للأمراض أو أعراضها وعلاماتها والسبب في التغيرات الفردية المادية - ونعني بهذا التشريحية أو الهيكلية (مثل الجينات ومنتجاتها) - داخل الجسم التي تحدث مباشرة (بشكل خطي) على سبيل المثال بواسطة العوامل المعدية أو السامة أو المسببة للجروح. ص 510
لقد كان جورج سي ويليامز أول من طبق نظرية التطور على الصحة في سياق الشيخوخة. وكذلك في فترة الخمسينيات، اقترب جون باولبي (John Bowlby) من مشكلة مقاطعة عملية تطور الأطفال من منظور تطوري عند التعامل مع هذا الأمر.
وكان أحد التطورات النظرية المهمة تفرقة نيكولاس تنبرغن (Nikolaas Tinbergen) التي تمت في الأصل في علم الإيثولوجيا بين آليات التطور والتقارب.

لقد لخص راندولف نيسي (Randolph Nesse) ارتباطها بالطب كما يلي: 
جميع الآثار الحيوية تحتاج لنوعين من التفسير؛ وكلاهما يعتمد على التقارب والتطور. يصف التفسير التقاربي لمرض ما هو خطأ في الآلية الجسدية للأفراد المصابين بهذا المرض. ولكن التفسير التطوري مختلف تمامًا. فبدلًا من تفسير أسباب اختلاف الأشخاص؛ فإنه يفسر لماذا نحن جميعًا متساوون في الطرق التي تتركنا عرضة للمرض. لماذا كلنا لدينا ضرس العقل والزائدة الدودية والخلايا التي يمكن أن تنقسم وتخرج عن نطاق السيطرة؟
لقد كان بحث بول إيوالد (Paul Ewald) عام 1980 بعنوان «الأحياء التطورية ومعالجة علامات وأعراض الأمراض المعدية» وبحث ويليامز ونيسي عام 1991 بعنوان «فجر الطب الدارويني» بمثابة تطورات رئيسية. فالبحث الأخير «لاقى استقبالاً حافلاً» الصفحة x وأدى إلى ظهور كتاب لماذا نمرض (نشر تحت اسم التطور والعلاج بالمملكة المتحدة). وفي عام 2008، بدأت صحيفة إلكترونية عبر الإنترنت في إصدار: نشرة التطور والطب.

## العوامل المسببة للمرض
لعب التطور التكيفي للبكتريا والفيروسات والميكروبات الأخرى والطفيليات دورًا مركزيًا في الطب إذ أن هذه العملية ضرورية لفهم قضايا مثل مقاومة المضادات الحيوية وحدة العوامل المسببة للأمراض وتدمير العوامل المسببة لأمراض للجهاز المناعي.

### مقاومة المضادات الحيوية
تظهر الكائنات الدقيقة مقاومة من خلال الانتقاء الطبيعي المعتمد على الطفرة العشوائية. بمجرد أن يظهر الجين المانح للمقاومة ليبطل مفعول مضاد حيوي؛ فلا يكون بمقدور تلك البكتريا أن تنمو فحسب، بل يمكنها أيضًا أن تنشر هذا الجين إلى الأنواع الأخرى من البكتريا من خلال نقل المورثات الأفقي للمعلومات الجينية بواسطة تبادل البلازميدات.
لمزيد من التفاصيل حول هذا الموضوع، انظر مقاومة المضادات الحيوية

### الفوعة (القدرة على نقل العدوى)
إن تأثير الكائنات على مضيفها قد يختلف بين أن يكون تعايشيا تطفليا وكلاهما يعتبر مفيدًا بالنسبة للعوامل المسببة للأمراض التي تقلل اللياقة. كذلك، فإن العديد من العوامل المسببة للأمراض تنتج عوامل الفوعة والتي تتسبب في حدوث المرض بصورة مباشرة أو تستغل مضيفها ليسمح لها بالنمو والانتشار. ونظرًا لأن لياقة العوامل المسببة للأمراض تتحدد من خلال نجاحها في نقل السلالة إلى مضيفات أخرى، فقد كان هناك اعتقاد في وقت ما أن القدرة على نقل العدوى قد قل مستواها وتطورت إلى التطفل. ورغم ذلك، فإن نظرية إيوالد تشكك في هذا الرأي في الوقت الحاضر.
لمزيد من التفاصيل حول هذا الموضوع، انظر الفوعة وعامل الفوعة والمعدل الأمثل للفوعة

### تجنب المناعة
إن نجاح أي عامل مسبب للمرض يعتمد على قدرته على تجنب جهاز المناعة لدى المضيف. وبناءً على ذلك، فإن العوامل المسببة للمرض تنتج طرقًا تمكنها من نقل العدوى إلى مضيف ما ثم تجنب اكتشافها وتدميرها من قِبل جهازه المناعي. وهذه الطرق تتضمن الاختباء داخل خلايا المضيف وداخل غلاف واقٍ (كما يحدث مع المتفطرة السلية) والتي تفرز مركبات تضلل استجابة مناعة المضيف وتعوق حركة الأجسام المضادة لديه، مما يعمل بسرعة على تغيير علامات السطح أو تخفيها داخل جزيئات المضيف.
لمزيد من التفاصيل حول هذا الموضوع، انظر استغلال العوامل المسببة للمرض لجهاز المناعة، وتجنب الجهاز المناعي الطبيعي

## وسائل التكيف البشرية
يعمل التكيف في إطار من المعوقات ويقوم بعمل مفاضلات وتبادلات ويظهر في سياق أشكال مختلفة من التنافس.

### المعوقات
لا يمكن أن تحدث وسائل التكيف إلا إذا كانت قابلة للتطور. ومن ثم فبعض وسائل التكيف التي ربما تمنع ضعف الصحة لا تكون ممكنة.
- لا يمكن منع الحمض النووي الريبوزي منقوص الأكسجين (DNA) كليةً من القيام بعملية تضاعف ذاتي الطفرة وهذا يعني أن السرطان والذي يحدث نتيجة للتضاعف الذاتي لايمكن أبدًا التخلص منه بواسطة الانتقاء الطبيعي.
- لا يستطيع البشر القيام بعملية التخليق الحيوي لـ فيتامين سي وبذلك يتعرضون لمخاطر الإسقربوط، وهو مرض النقص الشديد في فيتامين سي إذا كانت الجرعات الغذائية من فيتامين سي غير كافية.
- العصيبات الشبكية ومخرجاتها المحورية تطورت لتصبح داخل طبقة الخلايا الصبغية الشبكية. وهذا يصنع معوقًا يحول دون تطور الجهاز البصري حتى أن العصب البصري يجبر على الخروج من الشبكية من خلال نقطة تسمى القرص البصري. وهذا بدوره يؤدي إلى نشوء بقعة عمياء. والأكثر أهمية أنه يجعل الرؤية معرضة لحدوث زيادة الضغط داخل العين (المياه الزرقاء) حيث يؤدي هذا إلى التحجيم ويدمر العصب البصري عند هذه النقطة مما يؤدي إلى ضعف الرؤية.

وقد تحدث بعض المعوقات الأخرى مثل المنتج الثنائي للابتكارات التكيفية.

### المقايضات والتضاربات
من معوقات الانتقاء أن وسائل التكيف المختلفة قد تتضارب، وهو ما يتطلب إجراء مفاضلة بينها لضمان إجراء أفضل مفاضلة بين التكلفة والفائدة المتحققة.
- كفاءة الركض لدى السيدات وحجم قناة الولادة[13]
- التدمغ وحجم القناة الهضمية [14]
- تصبغ الجلد الحماية من الأشعة فوق البنفسجية (UV) وتخليق الجلد لـ فيتامين د
- الخطاب واستخدامه لـ الحنجرة_الهابطة وزيادة خطر الاختناق[15]

### آثار التنافس
توجد أشكال مختلفة من التنافس وربما تشكل عمليات التغير الجيني.
- انتقاء الزوج وسرعة التأثر بالمرض [16]
- التنافر الجينومي بين الأم والجنين مما يؤدي إلى مقدمات الارتجاع[17][18]
- مركب التوافق النسيجي الكبير انتقاء الزوج[19][20]
- التنافس الجيني الأبوي الأمي والذي من خلال تغييرالبصمة الوراثية يمكن أن يتعرض لخطر التوحد وانفصام الشخصية[21]

## ظهور آليات الدفاع
للتطور آليات دفاعية منتقاة تحمي من الإصابات وحالات العدوى. ومن بينها ما يلي
- القلق
- الحمى
- فرط التألم
- نقص حديد الدم
- الحكة
- الخمول
- الاكتئاب
- غثيان الصباح
- الغثيان
- الألم
- النعاس

- السلوك المرضي (الخمول، والاكتئاب وفقدان الشهية، والنعاس، وقلة التزين والإخفاق في التركيز)
- الإخراجات: العطس والقيء والسعال والإسهال

التدابير العلاجية
قد تكون آليات الدفاع الناشئة مرتفعة التكاليف بسبب ازدياد استخدام الطاقة (تزيد الحمى من معدل الاستقلاب الأساسي (BMR) بنسبة ما بين 10 إلى 15% مقابل ارتفاع درجة حرارة الجسم لكل درجة) ونتيجة لمخاطر إتلاف الجسد (القيء يمكن أن يسبب خطرًا على التنفس). ومن ثم فهناك ميزة اللياقة من خلال نشر آليات الدفاع انتقائيًا فقط عندما تزيد المنافع المحتملة على هذه التكاليف. يتم التحكم في انتشارها من خلال عدة مستويات، بما يتضمن مسارات الجزيئات الحيوية من خلال استخدام عناصر مثل السيتوكين المحفز للالتهاب ومن خلال معدل مرتفع من عمليات التحكم العصبي من أعلى لأسفل التي تحدث في قشرة المخ مثل القشرة المعزولة. ويوفر التحكم العصبي ميزات في هذا الانتشار يمكن أن تعتمد على المفاضلات بين التكاليف والمنافع التي تراعي الظروف الصحية المرتبطة. وتعمل هذه الإجراءات الناتجة باعتبارها نظام للإدارة الصحية.

## «أمراض المدنية»
تطور البشر تدريجيًا ليعيشون على الصيد وجمع الثمار في مجموعات قبلية صغيرة؛ إنها حياة وبيئة مختلفة تمامًا عن التي يواجهها البشر المعاصرون. وهذا التغيير جعل الإنسان المعاصر معرضًا لعدد من المشكلات الصحية والتي اصطلح على تسميتها «أمراض المدنية» و«أمراض الرفاهية».

### النظام الغذائي
على العكس من النظام الغذائي الخاص بـ الصيادون وجامعو الثمار الأوائل، فإن النظام الغذائي العصري يحتوي على كميات مرتفعة من الدهون والأملاح والسكر المكرر. وهذه المأكولات تتسبب في حدوث مشكلات صحية.
- المخاطر الصحية للدهون المتحولة
- تسوس الأسنان
- الأغذية مرتفعة المؤشر الجلايسيمي
- النظام الغذائي الحديث يعتمد على "الحكمة العامة" تجاه الأنظمة الغذائية في العصر الحجري

### متوسط العمر المتوقع
- أمراض السن المتقدم

### التمرينات الرياضية
يمارس البشر المعاصرون قدرًا ضئيلاً من التمرينات الرياضية مقارنةً بنمط الحياة النشط بدنيًا لدى أسلافهم من الصائدين وجامعي الثمار. تم اقتراح أنه بناءً على أن فترات الخمول الطويلة يمكن أن تقع فقط في الفترات الأولى التي تلى مرض الإنسان أو إصابته، فإنها تقدم إشارة إلى الجسم لينخرط في أنشطة تمثيل غذائي تحافظ على الحياة واستجابات متعلقة بالضغط مثل الالتهاب تعتبر الآن سببًا للعديد من الأمراض المزمنة.

### النظافة
البشر المعاصرون - بسبب العلاج الطبي وتكرار غسيل الملابس والجسم والأدوات الصحية المتقدمة - يكونون غالبًا غير مصابين بـ الطفيليات، وخاصة المعوية. وهذا يحدث مشكلات في التطور الصحيح للجهاز المناعي.
- أمراض المناعة الذاتية
- حالات الحساسية
- فرضيات العادات الصحية
- العلاج من الديدان

## تفسيرات محددة
هذه قائمة جزئية: جميع الروابط هنا تنتقل إلى قسم يصف أو يناقش أصلها التطوري.

### ما يتعلق بمراحل الحياة
- النسيج الدهني لدى الرضع من البشر[35]
- التهاب المفاصل وأمراض التهابية مزمنة أخرى[36][37][38]
- تقدم العمر[3][12]
- مرض الزهايمر[39]
- الطفولة[40]
- بدء الإحاضة[41]
- انقطاع الطمث[42]
- الحيض[43][44][45]
- غثيان الصباح[46][47]

### أمراض أخرى
- التصلب العصيدي[48]
- التهاب المفاصل وأمراض التهابية مزمنة أخرى[36][37][38]
- السعال[8]
- التليف الكيسي[49]
- إطباق أسناني[50]
- داء السكري من النمط الثاني[51][52]
- الإسهال[53]
- فرط ضغط الدم الأساسي[54]
- الحمى[55][56]
- النقرس[57]
- داء ترسب الأصبغة الدموية[58][59]
- نقص الحديد (الفوائد التناقضية)[60]
- السمنة[61][62]
- فينايلكيتونوريا[63]
- الأدوية الوهمية[23]
- هشاشة العظام[64]
- اضطرابات تعدد أشكال خلايا الدم الحمراء[65]
- فقر الدم المنجلي[66][67]
- السلوك المرضي[68]
- سرطان الجهاز التناسلي لدى النساء[69]

## طب النفس التطوري / طب النفس التطوري السريري
كما هو مشار إليه في الجدول أدناه، فإن الافتراضيات التكيفية المتعلقة بعلم أسباب الأمراض الخاص بالاضطراب الفسيولوجي غالبًا ما تعتمد على تناظرات ذات وجهات نظر تطورية حول الطب والاختلال الوظيفي الفسيولوجي (انظر تحديدًا راندي نيسي وجورج سي. ويليامز بعنوان لماذا نمرض).
ويزعم أطباء طب النفس التطوري وعلماء النفس أن بعض الاضطرابات العقلية غالبًا ما تكون لها أسباب عديدة.
| الأسباب الممكنة لـ"حالات الشذوذ النفسي" من منظور تكيفي اعتمد الملخص على المعلومات الموجودة في Buss (عام 2011), Gaulin & McBurney (عام 2004), Workman & Reader (عام 2004) | الأسباب الممكنة لـ"حالات الشذوذ النفسي" من منظور تكيفي اعتمد الملخص على المعلومات الموجودة في Buss (عام 2011), Gaulin & McBurney (عام 2004), Workman & Reader (عام 2004) | الأسباب الممكنة لـ"حالات الشذوذ النفسي" من منظور تكيفي اعتمد الملخص على المعلومات الموجودة في Buss (عام 2011), Gaulin & McBurney (عام 2004), Workman & Reader (عام 2004)                                           |
| --- | --- | --- |
| السبب المحتمل | خلل وظيفي فيسولوجي | خلل وظيفي سيكولوجي |
| التكيف الوظيفي (الدفاع التكيفي) | الحمى / التقيؤ (استجابة وظيفية تجاه العدوى أو ابتلاع مادة مسممة) | اكتئاب غير حاد أو قلق (استجابات وظيفية للخسارة غير الحادة أو الضغط) |
| منتج ثانوي لعملية (عمليات) تكيف | الغازات المعوية (منتج ثانوي لابتلاع الألياف) | حالات الولع الجنسي (?)(منتج ثانوي للتكيف مع الإثارة الجنسية الطبيعية التي "انطبعت" على أشياء أو مواقف غير طبيعية)                                                                                                  |
| التكيفات ذات الآثار المتعددة | جين مقاومة الملاريا، في شكل متماثل الزيجوت، يتسبب في حدوث فقر الدم المنجلي                                                                                               | عملية (عمليات) التكيف للمستويات العليا من الإبداع يمكن أن تكون أيضًا عبارة عن ميل إلى انفصام الشخصية أو تعكر المزاج ثنائي القطب (عمليات التكيفات ذات الآثار الإيجابية والسلبية بالطبع تعتمد على مسارت تطور تبادلية) |
| قصور التكيف | الحساسيات(الاستجابات الزائدة للمناعة الذاتية) | التوحد (القصور المحتمل لوحدة نظرية العقل) |
| متكرر-مستقل كل وحدة | الجنسان / أنواع مختلفة من الدم والمناعة | السمات الشخصية واضطرابات الشخصية (يمكن أن توفر إستراتيجيات سلوكية تعتمد على تكرار الإستراتيجية في القطاع السكاني)                                                                                                  |
| عدم التوافق بين بيئة الأسلاف والبيئة المعاصرة | سكري النمط الثاني للنظام الغذائي الحديث | المزيد من التفاعل المتكرر مع الغرباء (مقارنة بالأسرة والأصدقاء المقربين) ربما يسبب الميل بدرجة أكبر للإصابة بالاكتئاب والقلق                                                                                       |
| نهاية المنحنى (الشكل الجرسي) الطبيعي ( | ارتفاع شديد القصر أو الطول | نهايات توزيع السمات الشخصية (على سبيل المثال شديد الانطواء أو الانبساط) |

انظر العديد من مجالات الموضوعات والمراجع المصاحبة أدناه.
- رهبة أماكن التجمع[75]
- القلق[76]
- الاكتئاب[77]
- إدمان المخدرات[78]
- انفصام الشخصية[79][80]
- التعاسة[81]

## كتابات أخرى
كتب
- Williams, George; Nesse, Randolph M. (1996). Why we get sick: the new science of Darwinian medicine. New York: Vintage Books. ISBN:0-679-74674-9.{{استشهاد بكتاب}}:  صيانة الاستشهاد: أسماء متعددة: قائمة المؤلفين (link)
- Stearns SC, Koella JK (2008). Evolution in health and disease (ط. 2nd). Oxford [Oxfordshire]: Oxford University Press. ISBN:0-19-920745-3.
- McKenna, James J.; Trevathan, Wenda; Smith, Euclid O. (2008). Evolutionary medicine and health: new perspectives (ط. 2nd). Oxford [Oxfordshire]: Oxford University Press. ISBN:0-19-530706-2.{{استشهاد بكتاب}}:  صيانة الاستشهاد: أسماء متعددة: قائمة المؤلفين (link)
- O'Higgins, Paul; Sarah Elton (2008). Medicine and Evolution: Current Applications, Future Prospects (Society for the Study of Human Biology Symposium Series (Sshb)). Boca Raton: CRC. ISBN:1-4200-5134-2.{{استشهاد بكتاب}}:  صيانة الاستشهاد: أسماء متعددة: قائمة المؤلفين (link)
- Ewald، P. W. (1996). Evolution of Infectious Disease. Oxford: Oxford University Press. ISBN:0-19-511139-7.
- Moalem، S. (2007). [[Survival of the Sickest|Survival of the Sickest]]  [[d:Q7647210#sitelinks-wikipedia|[لغات أخرى]]]‏. New York: HarperLuxe. ISBN:978-0-06-088965-4. {{استشهاد بكتاب}}: الوسيط author-name-list parameters تكرر أكثر من مرة (مساعدة) وتعارض مسار مع وصلة (مساعدة)

مقالات عبر الإنترنت
- Straub، RH. (2003). "Integrated evolutionary, immunological, and neuroendocrine framework for the pathogenesis of chronic disabling inflammatory diseases". FASEB J. ج. 17 ع. 15: 2176–2183. DOI:10.1096/fj.03-0433hyp. PMID:14656978. مؤرشف من الأصل في 2008-07-04. {{استشهاد بدورية محكمة}}: الوسيط author-name-list parameters تكرر أكثر من مرة (مساعدة)صيانة الاستشهاد: دوي مجاني غير معلم (link)
- LeGrand، E. K. (1 يوليو 2002). "Darwinian medicine: Applications of evolutionary biology for veterinarians". Canadian Veterinary Journal. ج. 43 ع. 7: 556–9. ISSN:0008-5286. PMC:341948. PMID:12125190. {{استشهاد بدورية محكمة}}: الوسيط author-name-list parameters تكرر أكثر من مرة (مساعدة)
- Randolph M. Nesse, Stephen C. Stearns (2008). "The great opportunity: Evolutionary applications to medicine and public health" (PDF). Evolutionary Applications. ج. 1 ع. 1: 28–48. DOI:10.1111/j.1752-4571.2007.00006.x. مؤرشف من الأصل (PDF) في 2020-03-28.
- Naugler، Christopher T. (1 سبتمبر 2008). "Evolutionary medicine: Update on the relevance to family practice". Canadian Family Physician. ج. 54 ع. 9: 1265–9. PMC:2553465. PMID:18791103. مؤرشف من الأصل في 2010-04-24.
- Childs، B. (2005). "A science of the individual: Implications for a medical school curriculum". Annual Review of Genomics and Human Genetics. ج. 6 ع. 1: 313–330. DOI:10.1146/annurev.genom.6.080604.162345. PMID:16124864. {{استشهاد بدورية محكمة}}: الوسيط author-name-list parameters تكرر أكثر من مرة (مساعدة)
- Stiehm ER (2006). "Disease versus disease: how one disease may ameliorate another". Pediatrics. ج. 117 ع. 1: 184–91. DOI:10.1542/peds.2004-2773. PMID:16396876. مؤرشف من الأصل في 2009-11-02.

## وصلات خارجية
- The Evolution and Medicine Review
- Evolution and Medicine Network
- الموقع الإلكتروني لراندولف إم. نيسي
- Steve Lewis's new Evolutionary Medicine site
- Special Issue of Evolutionary Applications on Evolutionary Medicine نسخة محفوظة 4 نوفمبر 2012 at Archive.is
- Publications in evolutionary medicine and further aspects of human evolution